# 足艺少女小村酱
《足艺少女小村酱》是灰刃ねむみ所創作的戀足癖題材日本漫畫作品，於2018年11月发售的《週刊少年Champion》（27号）上首次刊登，並在同杂志的新年1号正式连载。
女主角是因在杂技团受过足技的训练，因此在日常生活中，无论什么事，都使用脚的少女「小丛井小村」，故事主要是描写她的青春恋爱喜剧。

## 出版書籍
| 卷數 | 秋田書店     | 秋田書店               |
| 卷數 | 發售日期     | ISBN                   |
| ---- | ------------ | ---------------------- |
| 1    | 2019年6月7日 | ISBN 978-4-253-20788-1 |
| 2    | 2019年9月6日 | ISBN 978-4-253-20790-4 |

## 外部連結
- 足艺少女小村酱的X（前Twitter）